# Eustala pallida
Eustala pallida là một loài nhện trong họ Araneidae.
Loài này thuộc chi Eustala. Eustala pallida được Cândido Firmino de Mello-Leitão miêu tả năm 1940.